# Stiefing
Die Stiefing ist ein linksufriger Zufluss der Mur im österreichischen Bundesland Steiermark. Sie bildet ein Sohlental am Westrand des Oststeirischen Riedellandes und vereinigt sich im Leibnitzer Feld mit dem Weissenegger Mühlkanal, ehe sie nach mehr als 41 km bei Gabersdorf in die Mur mündet.

## Name
Das Gewässer wurde im Jahr 1318 als Styuen erstmals schriftlich genannt. Die Deutung des Namens ist unsicher. Er könnte mit dem althochdeutschen Wort stīf „steif“ zusammenhängen oder auch vom slawischen *stъba/*stьbъ „Rute“ abgeleitet sein.

## Verlauf

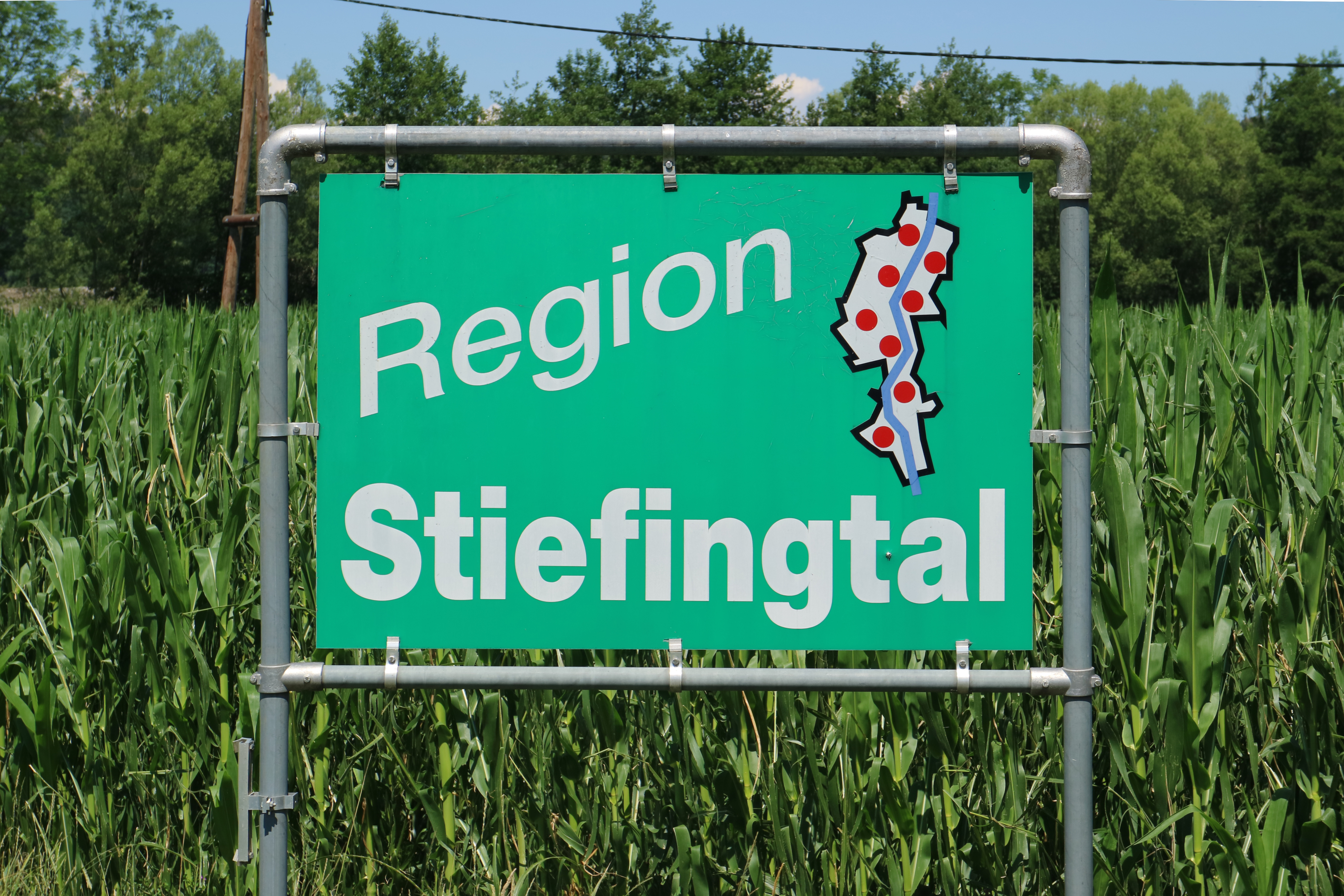
Oberes Stiefingtal mit Maisfeld

Die Stiefing entspringt südlich der Schemerlhöhe in der Gemeinde Nestelbach bei Graz. Als Stiefingbach verläuft sie zunächst in einem schmalen Graben in südliche Richtung und passiert die ehemalige Gemeinde Edelsgrub. In Empersdorf weitet sich das Tal zunehmend und die Stiefing nimmt mit dem Rettenbach (links) und der Stiefen (rechts) zwei ihrer größeren Zuflüsse auf. Südlich von Heiligenkreuz am Waasen beschreibt der Fluss eine Kurve in südwestliche Richtung und das Stiefingtal öffnet sich zum Leibnitzer Feld. Unterhalb der L663 vereinigt sich der weitgehend naturnahe Flusslauf mit dem Weissenegger Mühlkanal, der ab dem Zusammenfluss in der ÖK die Bezeichnung Mühlgang trägt.
Die Stiefing passiert die Ortschaften Haslach, Ragnitz und Laubegg, ehe sie westlich von Sajach in die Murauen eintritt. Danach fließt sie vollständig kanalisiert parallel zur Mur und mündet ins Unterwasser des Laufkraftwerks bei Gabersdorf. Laut Gewässerkartei des Landes Steiermark erreicht die Stiefing eine Länge von 38,4 km, im Digitalen Atlas ist sie mit 41,8 km verzeichnet. Damit ist sie zwischen Mürz und Ledava auf einer Fließstrecke von 170 km der längste linke Murzufluss. Wie aus der Josephinischen Landesaufnahme hervorgeht, lag die Mündung im 18. Jahrhundert vor der Murregulierung einige Kilometer weiter nördlich bei Sajach.

## Hochwasser
Entlang der Stiefing liegen ausgedehnte landwirtschaftliche Nutzflächen, die vor allem am Leibnitzer Feld häufig von Hochwasser betroffen sind. Ebendort überschneidet sich der Überflutungsraum mit jenem des Einzugsgebiets der Mur und es kann im Extremfall zum Rückstau durch den Weissenegger Mühlkanal kommen.
Im Auftrag des Landes Steiermark und der Bundeswasserbauverwaltung wurden bereits mehrfach Abflussuntersuchungen durchgeführt. Das Hochwasser Ende Juni 2009 entsprach mit einem Abfluss von 70,8 l/s am Pegel Gerbersdorf (Gemeinde Sankt Georgen an der Stiefing) einem 70-jährlichen Ereignis (HQ70).
Die Überflutungsflächen jenes Sommers konnten mit einem hydraulischen Modell verifiziert werden, demzufolge bei HQ100 etwa 190 Objekte im Gefahrenbereich lägen. In Zukunft sollen zwischen bebauten Grundstücken Vorrangflächen für den Hochwasserschutz freigehalten werden.

## Wasserqualität
Im Sommer 2018 wurden im Auftrag von Greenpeace insgesamt 29 Fließgewässer in mehreren EU-Ländern hinsichtlich Verunreinigungen durch Massentierhaltung untersucht. Die Studienautorinnen wählten hierzu in der Steiermark neben dem Schwarzautal die Gemeinde Sankt Georgen an der Stiefing, wo mit 15.000 Exemplaren etwa zehnmal so viele Schweine wie Menschen leben. Die Wasserprobe aus dem Ortsteil Stiefing ergab eine Belastung mit fünf verschiedenen Tierarzneimitteln und 38 Pestiziden, darunter zwölf in der EU nicht mehr zugelassene. Die beiden Autorinnen nannten die festgestellten Konzentrationen von Clothianidin, Nicosulfuron und Terbuthylazin „ökotoxikologisch bedenklich“ und sahen mögliche Schäden für Wasserorganismen. Der Nitratwert lag zwar unter dem EU-Grenzwert (50 µg/l), aber über der für Amphibien und wirbellose Wassertiere kritischen Konzentration (9 µg/l).
Das Umweltministerium wies die aus den Messergebnissen abgeleiteten Vorwürfe gegen die Landwirtschaft mit der Begründung zurück, die Untersuchungen hätten nicht den „üblichen wissenschaftlichen Kriterien“ entsprochen. Außerdem stammten die Antibiotikarückstände auch aus der Humanmedizin.

## Kulturlandschaft

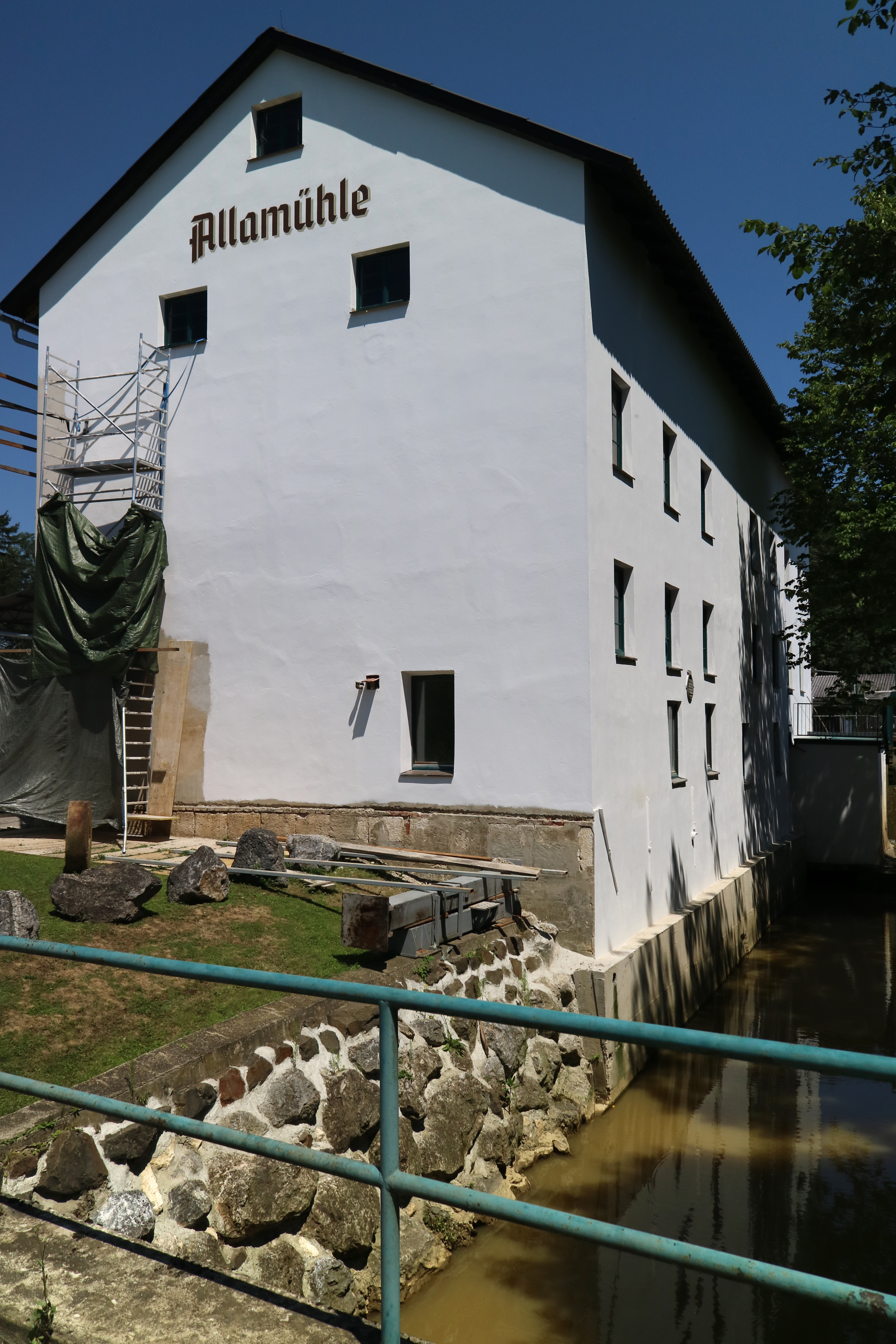
Allamühle

Das Stiefingtal ist von der Quelle bis zur Mündung vorwiegend landwirtschaftlich geprägt. Angebaut werden neben Mais und anderen Getreidesorten vor allem Kürbis und Ölfrüchte. Entlang des Flusses hat sich vielerorts eine naturnahe Bachbegleitvegetation erhalten. Der künstlich angelegte und entscheidend von der Mur (Weissenegger Mühlkanal) gespeiste Unterlauf bot in früheren Jahrhunderten Platz für Mühlen. Die Ragnitzmühle etwa, im Jahr 1870 ein archäologischer Fundort, stammt aus dem 17. Jahrhundert und ist heute immer noch in Betrieb.
Außerdem wurden am Mühlkanal mehrere Laufkraftwerke errichtet, zwei davon im Gemeindegebiet von Gabersdorf. 
Im November 2007 schlossen sich acht Gemeinden zur „Kleinregion Stiefingtal“ zusammen. Das 2010 beschlossene gemeinsame Entwicklungskonzept sieht eine engere Verflechtung des Sozial-, Wirtschafts- und Erholungsraums vor. Konkret werden Ziele wie eine Verbreiterung der Fließgewässerstreifen und Verbesserung des technischen Hochwasserschutzes entlang der Stiefing verfolgt. Darüber hinaus soll der Stiefingtalradweg (Landesradweg R50) ausgebaut werden. Wesentlichster Bestandteil ist die Klima- und Energiemodellregion Stiefingtal mit dem Primärziel, bis 2025 vollständig energieautark zu sein.